# スチュアート・デイヴィス (画家)
スチュアート・デイヴィス（Stuart Davis, 1894年12月7日 - 1964年6月24日）は、アメリカ合衆国のモダニズムを代表する画家。

## 来歴・人物
フィラデルフィア生まれ。ニューヨークでロバート・ヘンライに学ぶ。その後、1913年のアーモリーショーに大きく影響を受け、モダニズムに傾いていく。
キュビスムと構成主義を基調とした、抽象的な絵画作品を制作。カラフルで、現実肯定的な明るい画面が特徴。戦前から戦後にかけて活躍し、その作品は、のちのポップアートにも大きな影響を与えた。
ヨーロッパからの直輸入やヨーロッパ美術の物まねではなく、アメリカ独自の美術を展開した画家としては、もっとも早く成功した画家のひとりである。

## 日本での展覧会
- ジャズを愛し、ニューヨークを生きた スチュアート・デイヴィス展
1995年8月12日（土）～10月1日（日）、滋賀県立近代美術館・郡山市立美術館・東京都庭園美術館、滋賀県立近代美術館データベース

## 作品
- 1917: "Garage No. 1" (Hirshhorn Museum and Sculpture Garden Washington, DC.)
- 1921: "Tree and Urn" (30 × 19 inches.)
- 1921: "Lucky Strike" (84,5 × 45,7 cm; ニューヨーク近代美術館)
- 1922: "Steeple and Street" (Hirshhorn Museum and Sculpture Garden, Washington, DC.)